# Manon Dumais
Pour les articles homonymes, voir Dumais.
Manon Dumais (née le 12 juillet 1968) est une journaliste, critique de cinéma et blogueuse québécoise. De 2004 à 2014, elle a dirigé la section cinéma du journal gratuit hebdomadaire Voir. Depuis 2014, elle écrit pour le quotidien Le Devoir.
Après avoir complété une maîtrise à l'UQAM en études littéraires et entamé un doctorat qu'elle abandonne par la suite, Manon Dumais a travaillé notamment comme correctrice et réviseuse pour les éditions Section Rouge, puis rédactrice de manuel scolaire . Elle a également travaillé dans le milieu de la publicité. 
Ses recherches en littérature portaient sur l'écrivain québécois Hubert Aquin. Après avoir publié un répertoire des œuvres de l'auteur et une bibliographie analytique en collaboration avec Jacinthe Martel, elle fait paraître une édition critique de L'invention de la mort à la Bibliothèque québécoise en 2001. 
Manon Dumais a débuté comme journaliste pigiste à La Presse et au journal Voir où ses contributions lui permettent d'allier ses passions pour le cinéma et la littérature. Elle est aussi collaboratrice à l'agence de presse Médiafilm, fournisseur de contenu cinématographique en français. Elle est aux commandes la section cinéma au journal Voir depuis 2004 où elle tient parallèlement le blogue « Cinémaniaque ». En plus de ses chroniques de cinéma, elle fait également des critiques de livres.

## Chroniques à la télévision et à la radio
Manon Dumais est collaboratrice pour l'émission « Voir » diffusé sur les ondes de Télé-Québec. Elle a aussi fait partie du Gala des Aurores de l'émission « Infoman ».
Parallèlement, elle est chroniqueuse pour les émissions radiophoniques : « Isabelle, le matin » (avec Isabelle Maréchal au 95,5 fm, Montréal) , « Y a de ces matins » (NRJ : 106,1 fm), « AM » (radio de Radio-Canada, Montréal), « Du côté de chez Catherine » (Première chaîne de Radio-Canada), « Première heure » (Première chaîne de Radio-Canada), « Désautels ». Elle fut l'invitée d'Isabelle Craig à « Médium large » aux côtés de Christian Bégin et de Nathalie Petrowski pour l'émission spéciale intitulé « La critique, un mal nécessaire » à la radio de Radio-Canada

## Publications
- (collaboration à) Lori Saint-Martin (et al.), Lectures contemporaines de Gabrielle Roy bibliographie analytique des études critiques : (1978-1997), Montréal, Éditions du Boréal, 1998.  (ISBN 2-890-52909-6)
- Manon Dumais et Jacinthe Martel, Répertoire Hubert Aquin : bibliographie analytique, 1947-1997, Montréal, Département d'études littéraires, Université du Québec à Montréal, 1998.
- Hubert Aquin, L'invention de la mort, édition critique établie par Manon Dumais, Saint-Laurent, Québec, Bibliothèque québécoise, « BQ », 2001.  (ISBN 2-894-0616-25)